# 上比普
上比普是瑞士的城鎮，位於該國中西部，由伯恩州負責管轄，面積8.47平方公里，四成半土地是農業用地，海拔高度500米，2011年人口1,590，人口密度每平方公里188人。